# Протести в Папуа 2019
Протести в Папуа 2019 — серія протестів папуасів між 19 серпня та 23 вересня 2019 року, в основному на території Індонезійського Папуа. Протести спалахнули у відповідь на інцидент у Сурабаї, де група папуанських студентів була заарештована за нібито неповагу до прапора Індонезії та зазнала расизму протягом усього арешту. У кількох місцях, зокрема Соронг, Факфак, Тіміка та Манокварі, протести виявилися жорсткішими, пошкоджені чи спалені приватні будівлі та громадські об'єкти. Reuters назвав хвилювання Папуа найсерйознішими за останні роки.

## Передумови

Мапа Західної Нової Гвінеї, до складу яких входять провінції Західне Папуа та Папуа.

Папуа, колишня колонія Нідерландів іменувалася як Нідерландська Нова Гвінея, була приєднана Індонезією в 1969 році після суперечливого референдуму. У наступні роки в регіоні подекуди спалахували невеликі повстання. Зовсім недавно десятки тисяч мирних жителів у районі Ндузької регенції були переселені після посилення військової присутності та боїв із сепаратистськими бійцями через розправу з робітниками, що будували дорогу Транс-Папуа. Намагаючись зменшити напругу в регіоні, уряд Індонезії надав розширену автономію провінціям, цього регіону. Новообраний президент Джоко Відодо (Йокові) відвідував цей регіон шість разів з часу прийняття присяги в 2014 році.

## Хронологія

### Мітинги 15 серпня
15 серпня 2019 року, в річницю Нью-Йоркської угоди 1962 р. та обговоренням Папуа на Форумі Тихоокеанських островів у Тувалу, протести папуасів відбулися в кількох містах Індонезії, включаючи Джаяпуру, Сентані, Тернат, Амбон, Бандунг, Джок'якарта, Джакарта та Маланг. До протестів приєдналися різноманітні студентські групи папуасів, які мирно протестували в Джокьякарті та Джакарті, проте організатори та кілька протестуючих були заарештовані в інших містах, хоча вони були звільнені незабаром після цього. У Бандунг цивільне ополчення змусило протестувальників змінити місце проведення мітингу. У місті Маланг папуаські протестувальники зіткнулися з контрпротестувальниками, а пізніше й фанатами футбольного клубу «Арема Маланг» які викрикували расистські гасла. Повідомлялося, що п'ятеро протестувальників були «важко поранені», і практично всі протестувальники були здебільшого поранені.

### Інцидент 16 серпня
16 серпня 2019 року, під час святкування Незалежності Індонезії, сорок три папуанські студенти в Сурабаї, Східна Ява, були заарештовані поліцією після повідомлення про те, що індонезійський прапор був пошкоджений біля будівлі, в якій вони мешкали. Згідно з даними поліції, будівля, де зупинялися студенти, штурмувалась поліцією, коли біля будівлі збирався натовп, який готувався до нападу на неї. Повідомлялося, що цивільні ополченці з фронту «Ісламські захисники» та молоді «Панкасіла» були присутніми на місці і нападали на студентів. Серед іншого молодь кричала їм «Мавпи, виходьте».

### Посилення протестів
19 серпня кількатисячний натовп за повідомленням Франс Прес, почав протестувати в Манокварі, столиці провінції Західного Папуа. Протест перетворився на бунт, в результаті якого будівлю місцевого парламенту підпалили. За даними індонезійських чиновників, троє офіцерів поліції отримали поранення через мітингувальників. Крім громадських закладів, деякі приватні будівлі також були підпалені. Деякі з протестувальників носили прапор «Ранкової зірки» — старий прапор Нідерландської Нової Гвінеї, використовуваний сепаратистським рухом Західного Папуасу — при цьому вигукували гасла про незалежність. В Індонезії подібна дія карається до 15 років тюремного ув'язнення. Віце-губернатор Західної Папуа Мохамад Лакотані зауважив, що економіка міста була повністю паралізована протестами. За словами речниці Національного комітету із Західної Папуа, під час протестів у Манокварі жінку протестувальницю поранили в щиколотку. Збройні сили Індонезії розповіли ЗМІ, що 21 серпня було дислоковано і розміщено 300 солдатів у Манокварі.
Джаяпура, найбільше місто регіону та столиця провінції Папуа, в ньому вийшли сотні протестувальників, які насильно зняли прапор Індонезії перед офісом губернатора Лукаса Енембе. Протестуючі також перекрили дорогу до міського аеропорту Сентані.
У місті Соронг також відбулися акції протесту з повідомленнями про постріли. У відповідь на образу про «мавп» в Сурабаї, частина протестувальників одягнулася як мавпи. Натовп проник в аеропорт Доміна Едуарда Осока і кидав каміння в скляні вікна аеропорту, пошкодивши будівлю терміналу. Атака також тимчасово порушила діяльність аеропорту. Крім аеропорту, міська тюрма також піддалася підпалюванню, в результаті чого відбулася втеча 258 засуджених та поранено деяких тюремних охоронців, хоча 23 серпня в'язниця зазначила, що більшість в'язнів, що втекли, просто намагалися врятуватися від пожежі та перевірити свої сім'ї і що більшість втікачів повернулися до в'язниці.
Близько 4000 — 5000 протестувальників зібралися в шахтарському містечку Тіміка, де було пошкоджено готель біля місцевого парламенту Регіону Міміка. Подальші сутички між протестувальниками та поліцією сталися перед будівлею парламенту, коли поліція розігнала натовп, який чекав регента Міміки Елтінуса Омаленга. Зрештою, десятки були заарештовані, звинувачені у пошкодженні готелю або примушенні до роботи в місцевій авторемонтній майстерні, щоб забезпечити шинами автомобілі, які вони підпалили під час протесту. Повідомлялося про поранення 3 поліцейських.
Тисячі протестувальників також зібралися в містечку Факфак 21 серпня, де побачили, як місцевий ринок та офісна будівля розпалюються, а протестувальники перекривають дороги до аеропорту Факфак Тореа. Поліція також обстріляла сльозогінним газом протестувальників, щоб розігнати натовп. За словами речника індонезійської поліції, ситуація була «стримана», і близько 50 людей були причетні до підпалу будівлі ринку. Кілька людей постраждали в ході протестів і сутичок.
Мітинги проходили також у містах Мерауке, Набіре, Яхукімо та Біак. 22 серпня папуаські студенти в Джакарті також провели акцію перед Міністерством внутрішніх справ. Більш мирні акції протесту тривали: мирним «довгим маршем» у Сармі-Регенсі 23 серпня та акцією зп проголошення незалежності в Семарангу наступного дня. Інші мітинги проти расизму, також проходили в Джок'якарті, Бандунгу та Денпасарі. Деякі активісти відзначають, що протести були найбільшими, що відбувалися в регіоні протягом багатьох років. Протести продовжувались 26 серпня, під прапором Західного Папуа мирними мітингувальниками в Деяї Регенті налічував 5000 за даними організаторів, поряд із одночасними мітингами в папуаських містах Вамена, Паніяй, Яхукімо та Догіяй на додаток до міст, що не входять до Папуа, таких як Макасар. 28 серпня протестувальники в Дейяї вимагали від регента Дейяя підписати петицію з вимогою проведення референдуму про незалежність, але згідно з офіційними даними, протестувальники напали на офіцерів, які охороняли місце розташування, і в наступних сутичках загинув один сержант індонезійської армії, а деякі офіцери поранені. Були також повідомлення про жертви серед цивільного населення — за даними Національної поліції Індонезії, двоє цивільних людей загинули, а місцеві ЗМІ Суара Папуа повідомили про шість загиблих. Місцеві правозахисники повідомили про сімох загиблих серед цивільних. Пізніше поліція заявила, що п'ятеро протестувальників були вбиті внаслідок спроби заволодіти поліцейською зброєю.
Вранці 30 серпня тривалі бурхливі протести призвели до того, що відділення Генеральної виборчої комісії в Джаяпурі було підпалено, згоріли також документи місцевих представників, обраних на виборах 2019 року. Мітингувальники також підпалювали будівлі та автомобілі у місті, вриваючись до в'язниці в районі Абпура. Тієї ночі до Джаяпури було додатково направлено, ще 1 250 співробітників служби безпеки.

### Вересень

#### Відкриття вогню по демонстрантам
1 вересня провладні групи охоронців в університетських гуртожитках розстріляли трьох студентів Західного Папуа. З'явилися кадри індонезійських солдатів, що стріляли в прямому ефірі в натовпи протестувальників протягом попереднього тижня, вбивши 6-8 демонстрантів. Поліція Індонезії заарештувала десятки демонстрантів, причетних до протестів. Влада Індонезії стверджує, що заарештовані демонстранти брали участь у підпалі урядових будівель 29 серпня. Повідомляється, що молодий чоловік папуаської національності був убитий після того, як індонезійська поліція прибула, щоб розігнати демонстрацію в Абепурі.

#### Заборони протестів
2 вересня уряд Індонезії відправив в Західне Папуа додатково 6000 військовослужбовців поліції та військових у зв'язку з відключенням мережі Інтернет. Влада Індонезії заборонила такі, що вони вважають «насильницькі протести», і попередила, що будь-яка особа, яка була замішана в «підтримці сепаратизму» або «висловлювані сепаратистських думок» на публіці, буде заарештована і звинувачена у державній зраді.
Індонезійська імміграційна служба оголосила, що чотири громадяни Австралії, які нібито брали участь у демонстраціях за незалежність, будуть депортовані з країни.
Того ж дня уряд Індонезії оголосив, що доступ до провінцій Папуа та Західного Папуа для іноземних громадян буде обмежений. Індонезійська поліція заблокувала марш за незалежність в Манокварі.
У середу, 4 вересня, начальник поліції Індонезії Лукі Ермаван звинуватив адвоката з прав людини папуанських студентів у Східній Яві, Вероніку Коман, заявивши: «що вона дуже активно розповсюджує провокаційні новини».
Також він пообіцяв знайти та заарештувати підозрюваних активістів і заявив, що «Ми переслідуємо їх … та вже знаємо, хто вони».
Бюро ООН з прав людини оприлюднило заяву, в якій засудило насильство в Західному Папуа, закликаючи владу Індонезії припинити бойові дії проти протестувальників, та припинити тривале залякуванню журналістів, правозахисників та студентів.
Офіс також закликав до офіційного діалогу між урядом Індонезії та жителями Папуа.
5 вересня уряд Індонезії частково розблокував доступ до інтернету в регіоні, попередивши, що він може заблокувати його в будь-який момент, якщо вважатиме, що ситуація «погіршилася».

#### Відновлення протестів
Повідомляється про вбивство одного студента під час протестів 23 вересня. Індонезійські військові заявили, що протестуючі спалили урядовий офіс у Вамені. За словами командира місцевого військового округу в результаті заворушень 16 цивільних осіб загинули і ще 65 отримали поранення, жертв серед поліцейських чи військових немає. За даними місцевої влади, конкретний акт протестів викликав окремий інцидент расизму в місті. Кореспондент національної газети «Kompas» у Вамені (папуа) повідомив, що по всьому місту лунали вогнепальні постріли, а цивільні жителі переховувались у відділеннях поліції та військових базах. З 16 загиблих протестувальників, 13 приїхали з інших провінцій, більшість загиблих потрапили у пастки, які були розставлені розлюченими протестувальниками. Відповідаючи на акції протесту, індонезійське Міністерство зв'язку та інформації знову відключило інтернет у Вамені.
Під час сепаратистських протестів та сутичок в Джаяпурі, було вбито трьох протестувальників та одного офіцера.

## Реакція
Відповідаючи на протести, Міністерство зв'язку та інформаційних технологій Індонезії здійснило сповільнення Інтернету навколо Соронгу, в ході якого було заявлено, що це боротьба з дезінформацією. Міністерство також повідомило, що закрило облікові записи в соціальних мережах, які «ділилися провокаційним контентом». Відключення Інтернету призвело до чергового протесту проти міністерства в Джакарті правозахисними організаціями.
У ніч на 19 серпня Президент Джоко Відодо опублікував заяву, в якій закликав до миру і зазначив папуасам, що «нормально бути емоційним, але краще пробачити образи». Джокові також підготував візит до регіону. Міністр-координатор з політичних, правових та безпекових питань Віранто також опублікував заяву, в якій обіцяв «повне і справедливе» розслідування інциденту в Сурабаї та додав, що ситуація в Папуа перебуває під контролем. Віранто стверджував, що «хаотична ситуація» на руку «певній стороні». Також він заявив, що доручив силовикам уникати репресивних заходів і не використовувати боєприпаси, а також відхилив можливість проведення референдуму. Начальник Національної поліції Тито Карнавіан заявив, що заворушення були викликані, окрім інциденту в Сурабаї та поводження з причетними студентами, обманом про одного з студентів, який був убитий під час затримання.
Заступник голови Ради народних представників Фадлі Зон закликав до відповідальності сторони, відповідальної за інцидент расизму в Сурабаї. Регіональна поліція Східної Яви сформувала групу для розслідування звинувачень. Єпископ Амбоїни Петрус Канісій Мандагі закликав до мирних акцій протесту та зауважив, що папуа «не повинні бути дикими, як ті, хто розпалює расизм». Губернатор Папуа Лукаш Енембе відвідав будівлю студентів Папуа в Сурабаї 27 серпня, але його візит відхилили студенти.
Трі Сусанті, член Геріндри та лідер протестів Сурабаї проти папуанських студентів, публічно вибачився після протестів по всій Папуа та заперечив звинувачення у фізичному насильстві над студентами.
Один з лідерів за незалежність Західного Папуа Бенні Венда прокоментував, що інцидент у Сурабаї «запалив багаття майже 60 років расизму, дискримінації та катувань людей Індонезії Західного Папуа». Прес-секретар Армії визволення Західного Папуа (озброєна група сепаратистів) заявила, що група не брала участі в акціях протесту.

## Арешти
Під час протестів десятки людей були заарештовані за різними звинуваченнями. Тільки в Джаяпурі поліція повідомила про затримання 28 підозрюваних по звинуваченню у розкраданні та пошкодженні будівель. Двох студентів у Джакарті, які під час протестів носили прапор Західного Папуа, були заарештовані за звинуваченням у зраді.
Четверо австралійських громадян були депортовані з Соронгу індонезійською владою за те, що вони нібито брали участь у акціях протесту. 9 вересня поліція заарештувала 18 людей із студентського гуртожитку Університету Чендравасіх у Джаяпурі.